# Peter Larsson (ski)
Pour les articles homonymes, voir Peter Larsson.
Peter Larsson, né le 10 novembre 1978 à Luleå, est un skieur de fond suédois.
Durant sa carrière, il a participé aux Jeux olympiques d'hiver de 2006 où il a terminé treizième en sprint et a obtenu neuf podiums en Coupe du monde dont quatre victoires toutes acquises en sprint dans la seule ville de Düsseldorf entre 2002 et 2005.

## Palmarès

### Coupe du monde
- - Meilleur classement général : 12e en 2006
  - 9 podiums individuels dont 4 victoires.
  - 3 podiums en relais dont 2 victoires.
  - Participation de 1999 à 2009.